# Bagaces
Bagaces es un distrito del Cantón de Bagaces de la provincia de Guanacaste, al norte de Costa Rica.
Se encuentra a 22 kilómetros al suroeste de la ciudad de Liberia, capital provincial.
El distrito mide 184,54 km² y tiene una población estimada de 12.367 habitantes (2010), lo que corresponde a alrededor del 63,30% del total demográfico cantonal.

## Historia
La provincia de Guanacaste muestra indicios de poblamiento de por lo menos unos 12.000 años. En la región que hoy es el cantón de Bagaces, se han encontrado restos de asentamientos que datan de 300 a. C. La zona estuvo habitada por un pueblo de cultura del Área Intermedia y lengua de estirpe paya-chibcha, los corobicíes, hasta 800 d. C., cuando fueron desplazados por las migraciones de grupos chorotegas. Hacia el siglo siglo XVI, una comunidad de lengua náhuatl, probablemente inmigrantes nicaraos que formaron un bolsón étnico y lingüístico, habitaba en la región.
La población hoy denominada Bagaces surgió como consecuencia de la casi total destrucción de la ciudad de Esparza por incursiones de piratas en 1687, aunque sin un acto formal de fundación. 
En 1687 el cabildo eclesiástico de León de Nicaragua autorizó la edificación de una ermita, que ya estaba construida en 1688, en un sitio que algunos ubican entre los ríos Tenorio y Corobicí, y otros a orillas del llamado río de la Villa Vieja o Aguascaliente, cerca del camino que conduce de la actual Bagaces a Cañas.[cita requerida] En 1790, por decisión del presbítero Nicolás Carrillo y Aguirre, fue trasladada a su actual asiento, al noroeste del antiguo. 
Fue erigida en villa el 10 de noviembre de 1824.

## Transporte

### Carreteras
Al distrito lo atraviesan las siguientes rutas nacionales de carretera:
- Ruta nacional 1
- Ruta nacional 164
- Ruta nacional 165
- Ruta nacional 922
- Ruta nacional 923